# اسپرس مصری
اسپرس مصری (نام علمی: Onobrychis ptolemaica) نام یک گونه از سرده اسپرس است.